# Compositors Independents de Catalunya

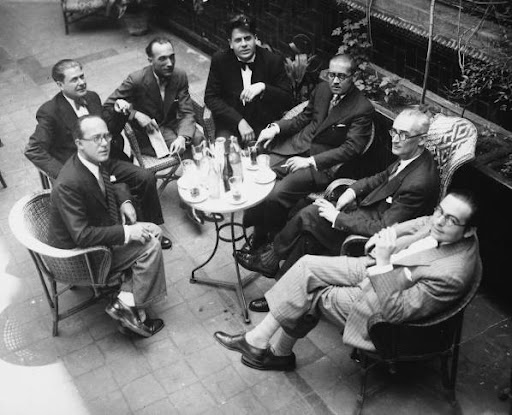
D'esquerra a dreta: Robert Gerhard, Agustí Grau, Joan Gibert Camins, Eduard Toldrà, Manuel Blancafort, Baltasar Samper i Ricard Lamote de Grignon. Hi falta Frederic Mompou. (1931)

Els Compositors Independents de Catalunya, o Grup dels vuit, fou un grup de compositors catalans integrat per Eduard Toldrà, Manuel Blancafort, Robert Gerhard, Ricard Lamote de Grignon, Frederic Mompou, Baltasar Samper, Agustí Grau i Joan Gibert Camins, noms als quals cal afegir-ne d'altres, com per exemple Jaume Pahissa i Jo o Cristòfor Taltabull. El grup va intentar un camí musical de tradició catalana, encara que amb vocació internacional.
El període de la Segona República (1931-1936) va ser una època de gran vitalitat i empenta creativa en tots els àmbits de la cultura, restant com una etapa clau en l'evolució de la música catalana, amb una generació de compositors nascuts al voltant del 1900 que es van agrupar arran d'un encàrrec fet al compositor Manuel Blancafort l'any 1927 per tal de coordinar un número monogràfic de La Nova Revista (1927-1929) dedicat a la música dels compositors catalans més rellevants del moment. El projecte no va fructificar però el grup ja s'havia format.
El grup era heterogeni i de tendències estètiques molt diverses, que anaven des del nacionalisme a l'experimentalisme. Va néixer amb la idea de fer una música de profunda arrel catalana i de projecció internacional, amb una clara voluntat d'agrupació generacional que faria de pont entre la generació noucentista i la generació perduda per culpa de la Guerra Civil.
Tota una sèrie de característiques els apropaven musicalment, com el coneixement de compositors europeus com Stravinski, Bartók i Schönberg, una proposta de renovació estètica profunda, l'amalgama de trets neoclàssics, dodecafònics i noucentistes, i una valoració de la tradició que els va portar a fusionar elements avantguardistes i folklòrics. Intel·lectualment el grup se sentia proper als poetes de la Generació del 27 (de fet va ser anomenat "Grup Català" dins de la mateixa).